# Rossmeer

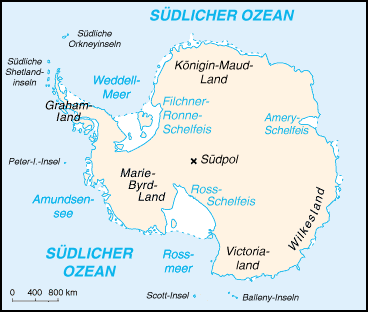
Karte der Antarktis, unten das Rossmeer

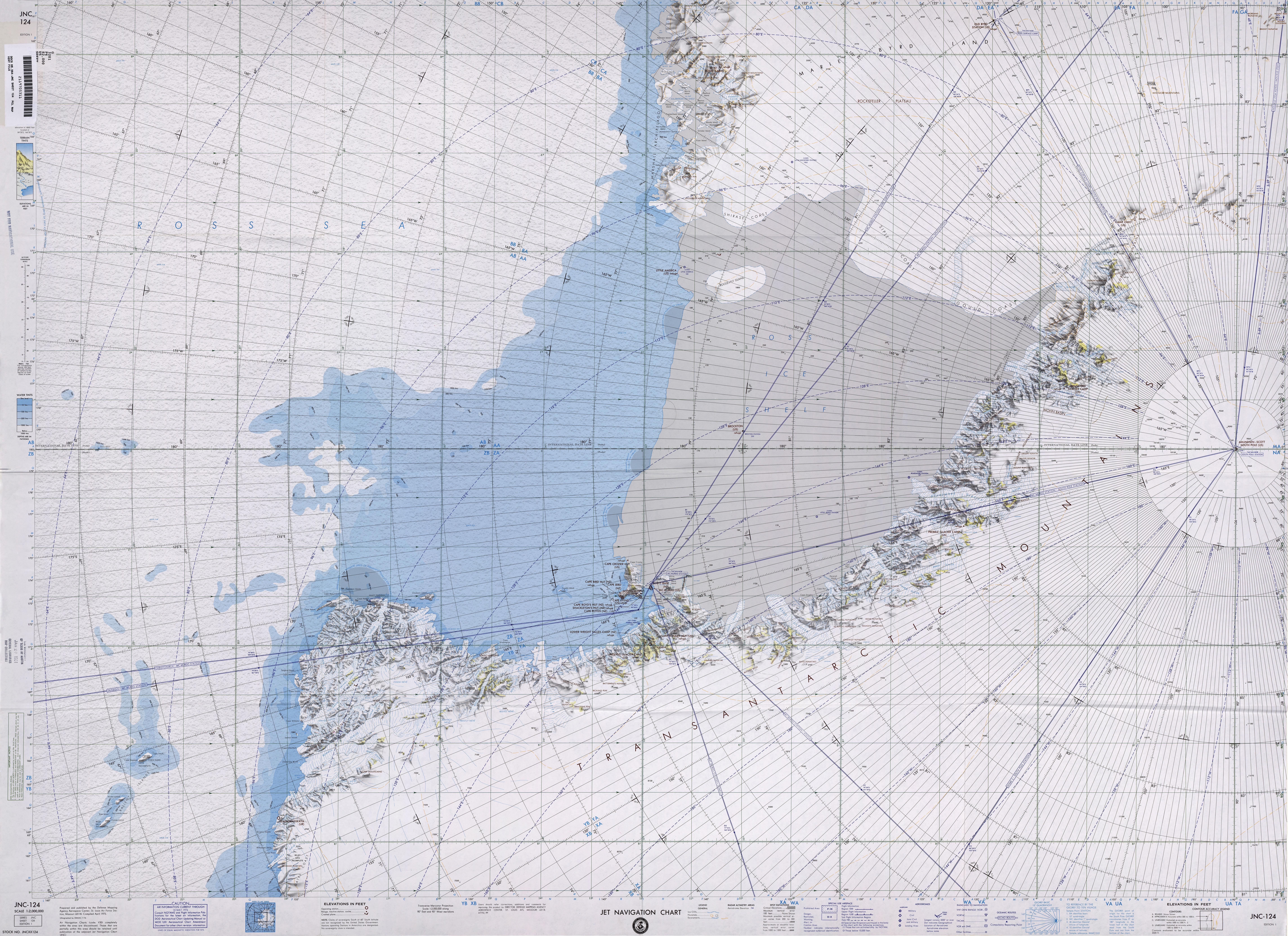
Karte des Rossmeeres und Umgebung

Das Rossmeer (englisch Ross Sea) ist ein Randmeer im Südlichen Ozean vor Antarktika; es liegt zwischen Kap Adare im Nordosten des Victorialandes und Kap Colbeck, dem Nordpunkt der Edward-VII-Halbinsel im westlichsten Teil des Marie-Byrd-Landes und ist durchschnittlich 500 Meter tief bei einer maximalen Tiefe von 1.200 Metern (nach neueren Messungen  1200–1450 Meter). Seine Flächenausdehnung beträgt rund 958.000 km². Durch seine Lage um den 176. Längengrad herum ist Neuseeland die nächstgelegene Landmasse außerhalb der Antarktis. Es gilt als eines der letzten „unberührten“ maritimen Ökosysteme.

## Geographie
Das Rossmeer ist mehr als zur Hälfte permanent von einer festen, dicken und knapp 500.000 km² großen Eisdecke bedeckt – dem Ross-Schelfeis. Es ist benannt nach James Clark Ross, der es 1841 bei der nach ihm benannten Expedition entdeckte.
Discovery Deep ist eine Tiefstelle im Rossmeer, die sich auf der hinteren Seite des Ross-Schelfeises, in Sichtweite der transantarktischen Berge befindet. Es ist die tiefste Region des schelfbedeckten Teils dieses Meeres.
Im Westen des Rossmeers liegen die Ross-Insel mit dem Mount Erebus, einem noch aktiven Vulkan, und der McMurdo-Sund, der einen natürlichen Hafen bildet, welcher im antarktischen Sommer gewöhnlich eisfrei ist. Östlich dieses Sunds befindet sich die Franklin-, nordöstlich davon die Coulman-Insel.
Dort, wo das Ross-Schelfeis in die Treibeiszone übergeht, leben laut Greenpeace etwa ein Drittel des weltweiten Bestands der Adelie- sowie ein Viertel aller Kaiserpinguine, außerdem riesige Krill-Schwärme: Diese kleinen Krebs-Tiere stehen am Anfang der ozeanischen Nahrungskette. Starke Stürme blasen das Eis zur Seite und schaffen verstreut liegende, etliche Quadratkilometer große freie Wasserflächen, sogenannte Polynjas. Diese bilden die Lebensgrundlage der Pinguine. Wo die Sonne auf das Wasser scheint, blühen die Mikroalgen, die Nahrungsgrundlage für den Krill sind; dieser wiederum ist die Lieblingsbeute der Pinguine.

## Küstenabschnitte
Vom Kap Adare im Westen bis zum Kap Colbeck im Osten werden zehn benannte Küstenabschnitte unterschieden. Die beiden ersten und die beiden letzten grenzen an das offene Rossmeer, die übrigen grenzen nur an das Ross-Schelfeis:
1. Borchgrevink-Küste
2. Scott-Küste
3. Hillary-Küste
4. Shackleton-Küste
5. Dufek-Küste
6. Amundsen-Küste
7. Gould-Küste
8. Siple-Küste
9. Shirase-Küste
10. Prestrud-Küste

## Schutzgebiete

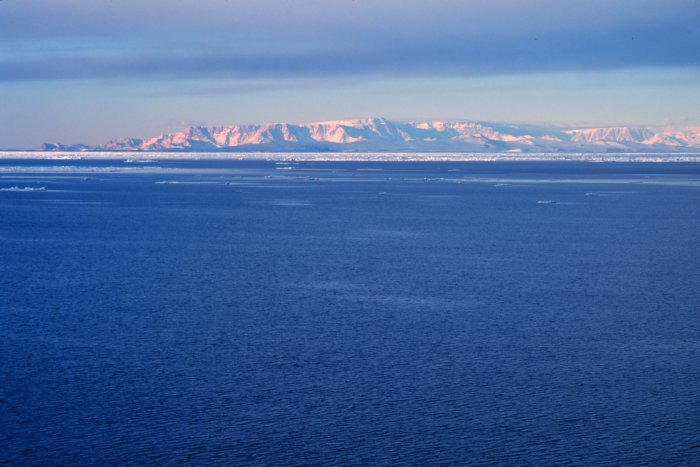
Westliches Rossmeer (im Hintergrund das Transantarktische Gebirge)

Anfang November 2012 scheiterten bei einer Konferenz der „Kommission zur Erhaltung der lebenden Meeresschätze der Antarktis“ (Commission for the Conservation of Antarctic Marine Living Resources, CCAMLR) im australischen Hobart die Verhandlungen zur Einrichtung eines ca. 1,55 Mio. km² großen Meeresschutzgebietes in der Region, einer Fläche etwa Deutschlands, Großbritanniens und Frankreichs zusammen. China, Russland und die Ukraine hatten Bedenken über mögliche Beschränkungen für die Fischerei geäußert. Im Oktober 2016 waren die Verhandlungen schließlich erfolgreich. Das Meeresschutzgebiet Rossmeer wird das größte Meeresschutzgebiet weltweit; die Vereinbarung trat im Dezember 2017 in Kraft und soll für vorerst 35 Jahre bestehen: Auf 1,12 Millionen Quadratkilometern soll für die Laufzeit z. B. jegliche Fischerei verboten sein.